# Plesiochrysa ramburi
Plesiochrysa ramburi är en insektsart som först beskrevs av Schneider 1851.  Plesiochrysa ramburi ingår i släktet Plesiochrysa och familjen guldögonsländor. Inga underarter finns listade i Catalogue of Life.